# Mirela Lavric

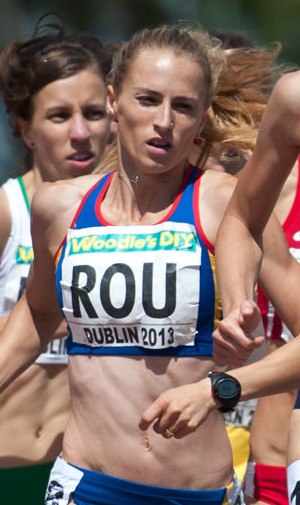
La CE pe echipe din 2013

Elena Mirela Lavric (n. 17 februarie 1991, Pungești, Vaslui, România) este o atletă română, care s-a specializat în proba de 800 de metri. A reprezentat România la Jocurile Olimpice de vară din 2012. 

## Carieră
S-a apucat de atletism la vârsta de 13 ani. În 2007 ea a cucerit aurul la 800 m atât la Campionatul Mondial de Juniori cât și la Campionatul European de Juniori. Anul următor, a ocupat locul 5 cu ștafeta de 4×400 m a României la Campionatul Mondial în sală și la Campionatul Mondial de Juniori de la Bydgoszcz a câștigat medalia de aur cu timpul de 2:00,06, stabilind un nou record al competiției. În 2009 a cucerit aurul la Campionatul European de Juniori și în 2010 din nou la Campionatul Mondial de Juniori.
La Campionatul Mondial în sală din 2012 de la Istanbul ștafeta României (Angela Moroșanu, Alina Panainte, Adelina Pastor, Mirela Lavric) a cucerit medalia de bronz. Inițial româncele au fost pe locul 4 dar rusoaica Iulia Gușcina a fost prinsă dopată. La Campionatul European de Tineret din 2013 Mirela Lavric a cucerit trei medalii, una de aur la 800 m și două de argint la 400 m și la 4×400 m.
În anul 2014 sportiva s-a clasat pe locul 8 la Campionatul European de la Zürich. La Campionatul Mondial în sală din 2016 de la Portland a obținut medalia de bronz la ștafeta de 4×400 m împreună cu Adelina Pastor, Andrea Miklós și Bianca Răzor. La Portland Mirela Lavric a fost depistată pozitiv la meldonium, o substanță interzisă la începutul aceluiași an de Agenția Mondială Antidoping. A fost declarată nevinovată dar a ratat Jocurile Olimpice de la Rio de Janeiro.
Ea s-a căsătorit cu handbalistul Gabriel Cotinghiu și a devenit mamă.
A primit titlul de Maestră a Sportului.

## Realizări
| An                   | Competiție                                       | Locație                              | Loc                  | Eveniment            | Note                 |
| Reprezentare România | Reprezentare România                             | Reprezentare România                 | Reprezentare România | Reprezentare România | Reprezentare România |
| -------------------- | ------------------------------------------------ | ------------------------------------ | -------------------- | -------------------- | -------------------- |
| 2007                 | Campionatul Mondial de Juniori (sub 18)          | Ostrava, Cehia                       | 1                    | 800 m                | 2:04,29              |
| 2007                 | Campionatul European de Juniori (sub 20)         | Hengelo, Țările de Jos               | 1                    | 800 m                | 2:02,84 (PB)         |
| 2007                 | Campionatul European de Juniori (sub 20)         | Hengelo, Țările de Jos               | 6                    | 4 × 400 m            | 3:39,67              |
| 2007                 | Campionatul Mondial                              | Osaka, Japonia                       | 14 (h)               | 4 × 400 m            | 3:35,69              |
| 2008                 | Campionatul Mondial în sală                      | Valencia, Spania                     | 5                    | 4 × 400 m            | 3:36,79              |
| 2008                 | Campionatul Mondial de Juniori (sub 20)          | Bydgoszcz, Polonia                   | 1                    | 800 m                | 2:00,06 (CR)         |
| 2008                 | Campionatul Mondial de Juniori (sub 20)          | Bydgoszcz, Polonia                   | 11 (h)               | 4 × 400 m            | 3:41,39              |
| 2009                 | Campionatul European în sală                     | Torino, Italia                       | 10 (sf)              | 800 m                | 2:06,93              |
| 2009                 | Campionatul European de Juniori (sub 20)         | Novi Sad, Serbia                     | 1                    | 800 m                | 2:04,12              |
| 2009                 | Campionatul Mondial                              | Berlin, Germania                     | 26 (h)               | 800 m                | 2:04,49              |
| 2010                 | Campionate Mondiale de Juniori (sub 20)          | Moncton, Canada                      | 1                    | 800 m                | 2:01,85              |
| 2010                 | Campionate Mondiale de Juniori (sub 20)          | Moncton, Canada                      | —                    | 4 × 400 m            | DS                   |
| 2010                 | Campionatele Europene de Atletism                | Barcelona, Spania                    | 6                    | 4 × 400 m            | 3:29,75              |
| 2010                 | Campionatul European de Cros de Juniori (sub 20) | Albufeira, Portugalia                | 14                   | 3,97 km              | 13:34                |
| 2010                 | Campionatul European de Cros de Juniori (sub 20) | Albufeira, Portugalia                | 3                    | echipe               | 13:34                |
| 2011                 | Campionatul European în sală                     | Paris, Franța                        | –                    | 800 m                | NT                   |
| 2011                 | Campionatul European de Tineret (sub 23)         | Ostrava, Cehia                       | 7                    | 800 m                | 2:12,99              |
| 2011                 | Campionatul European de Tineret (sub 23)         | Ostrava, Cehia                       | 5                    | 4 × 400 m            | 3:36,76              |
| 2012                 | Campionatul Mondial în sală                      | Istanbul, Turcia                     | 3                    | 4 × 400 m            | 3:33,41              |
| 2012                 | Campionatele Europene de Atletism                | Helsinki, Finlanda                   | 18                   | 800 m                | 2:11.6               |
| 2012                 | Campionatele Europene de Atletism                | Helsinki, Finlanda                   | 7                    | 4 × 400 m            | 3:29,80              |
| 2012                 | Jocurile Olimpice                                | Londra, Regatul Unit                 | 14 (sf)              | 800 m                | 2:00,46              |
| 2013                 | Campionatul European de Tineret (sub 23)         | Tampere, Finlanda                    | 2                    | 400 m                | 52,06                |
| 2013                 | Campionatul European de Tineret (sub 23)         | Tampere, Finlanda                    | 1                    | 800 m                | 2:01,56              |
| 2013                 | Campionatul European de Tineret (sub 23)         | Tampere, Finlanda                    | 2                    | 4 × 400 m            | 3:30,28              |
| 2013                 | Campionatele Mondiale                            | Moscova, Rusia                       | 31 (h)               | 800 m                | 2:10,37              |
| 2013                 | Campionatele Mondiale                            | Moscova, Rusia                       | 6                    | 4 × 400 m            | 3:28,40              |
| 2013                 | Jocurile Francofoniei                            | Nisa, Franța                         | 1                    | 800 m                | 2:02,27              |
| 2013                 | Jocurile Francofoniei                            | Nisa, Franța                         | 1                    | 4 × 400 m            | 3:29,81              |
| 2014                 | Campionatul European                             | Zürich, Elveția                      | 8                    | 800 m                | 2:09,25              |
| 2016                 | Campionatul Mondial în sală                      | Portland, Statele Unite ale Americii | 3                    | 4 × 400 m            | 3:31,51              |

## Recorduri personale
| Probă             | Performanță | Dată              | Locație   |
| ----------------- | ----------- | ----------------- | --------- |
| 400 m             | 52,06 s     | 13 iulie 2013     | Tampere   |
| 800 m             | 1:59,74 min | 27 mai 2012       | Hengelo   |
| 4 x 400 m         | 3:28,40 min | 17 august 2013    | Moscova   |
| 400 m în sală     | 53,59 s     | 25 februarie 2016 | Istanbul  |
| 800 m în sală     | 2:02,83 min | 18 februarie 2009 | Stockholm |
| 4 x 400 m în sală | 3:31,51 min | 20 martie 2016    | Portland  |